# Macropsella tricolorata
Macropsella tricolorata är en insektsart som beskrevs av Evans 1971. Macropsella tricolorata ingår i släktet Macropsella och familjen dvärgstritar. Inga underarter finns listade i Catalogue of Life.